# Surrender (film, 2003)
Pour les articles homonymes, voir Surrender.
Pour plus de détails, voir Fiche technique et Distribution.
Surrender est un film dramatique et érotique américain réalisé par Katherine Brooks en 2003.

## Synopsis
Georgia prend une colocation chez Salene. Elle ignore alors que cette dernière est une dominatrice professionnelle. Elle ignore aussi que le frère du vétérinaire avec lequel elle a une liaison amoureuse à un frère qui est le meilleur client de Salene.

## Équipe technique
- Réalisation : Katherine Brooks
- Production : Julie Clay et Wic Coleman
- Scénario : Katherine Brooks et Sophie Dia Pegrum
- Montage : Tchavdar Georgiev et Scott Martin
- Sortie : 31 mars 2003 USA

## Distribution
- Kate Hill (pseudonyme de  Katherine Brooks) : Salene
- Julie Clay : Georgia
- Jon Jacob